# Fields of hope
「Fields of hope」（フィールズ・オブ・ホープ）は、日本の女性声優・田中理恵の楽曲。楽曲は梶浦由記により作詞・作曲されている。テレビアニメ『機動戦士ガンダムSEED DESTINY』のキャラクターソングで、「ラクス・クライン」名義で歌唱。

## 概要
- 本曲はテレビアニメ『機動戦士ガンダムSEED DESTINY』の挿入歌に使用された。以前のラクス・クラインが歌った曲と同様、本曲も切ないバラードとなっている。
- 梶浦由記が田中理恵に提供した楽曲については、「水の証」に続いて3曲目となっており、本人が「ラクス・クライン」名義で発表した3曲目にして最後の曲でもある。
- 2004年12月16日にビクターエンタテインメントより発売されたサウンドトラックアルバム『機動戦士ガンダムSEED DESTINY ORIGINAL SOUNDTRACK 1』に初収録され[1]、本人のアルバム未収録曲となっている。
- 2010年2月24日に発売された「機動戦士ガンダム」の誕生30周年を記念してガンダムソングを完全網羅した10枚組ボックスセット『GUNDAM SONGS 145』にも収録されている[2]。
- 『機動戦士ガンダムSEED』放送10周年を記念して、放映当時のボーカルトラックと梶浦由記による新規アレンジでレコーディングされたバックトラックとを再結合させたバージョン（Retracksというバージョン）が2017年7月24日に同じく田中理恵が「ミーア・キャンベル」名義でのキャラクターソング「Quiet Night C.E.73」「EMOTION」の2曲とトリプルA面シングルとしてリリースとして発売された[3]。
- 2020年2月2日にSUNRISE Music Labelよりデジタルシングルとしてリリースされた[4]。

## 収録曲
| #         | タイトル           | 作詞      | 作曲・編曲 | 作詞・作曲・編曲 | 時間 |
| --------- | ------------------ | --------- | ---------- | ---------------- | ---- |
| 1.        | 「Fields of hope」 |           |            | 梶浦由記         | 5:09 |
| 合計時間: | 合計時間:          | 合計時間: | 5:09       |                  |      |

## スタッフ・クレジット
- Programming：梶浦由記
- Cello：笠原あやの
- Chorus：石塚まみ
- E.Guitar：古池孝浩